# Caio Umídio Quadrado Sertório Severo
Caio Umídio Quadrado Sertório Severo (em latim: Gaius Ummidius Quadratus Sertorius Severus) foi um senador romano nomeado cônsul sufecto in absentia para o nundínio de maio e junho de 118 com o imperador Adriano. Ele é mais conhecido pelo seu nome mais curto, Caio Umídio Quadrado, pois seu nome completo só ficou conhecido depois que um fragmento faltante de uma inscrição de Constanța foi descoberto.

## Origens familiares
A gente Umídia era italiana da cidade de Casinum e ganhou proeminência no final do período republicano. O historiador Ronald Syme inferiu a partir dos dois últimos elementos de seu nome completo que o pai de Quadrado ou um irmão de sua mãe era um Sertório Severo; ele inclusive o identifica como sendo o mesmo que foi correspondente de Plínio, o Jovem. Na mesma obra, Syme considera mais provável que o pai de Quadrado tenha sido filho de Umídia Quadratila, filha de Caio Umídio Dúrmio Quadrado, governador romano da Síria na década de 50. Seja como for, Quadrado era neto de Umídia Quadratila. O historiador Anthony Birley identifica a mãe de Quadrado com uma tia de Marco Aurélio, "a quarta filha do velho Ânio Vero e de Rupília Faustina.

## Carreira
A primeira menção de Quadrado na história foi numa das cartas de Plínio, o Jovem. Numa carta ao seu amigo Gêmino, datada em 107, Plínio trata da morte da avó de Quadrado pouco antes de seu octagésimo aniversário. Ele conta que ela deixou dois-terços de suas posses para Quadrado e um terço para sua neta, presumivelmente uma irmã de Quadrado. Apesar de Plínio admitir não conhecer esta neta, Quadrado parece ser bem conhecido e é descrito em termos muito positivos. Detalhes sobre ele incluem o seu casamento antes dos 24 anos e o fato de que ele herdará a casa do filósofo Caio Cássio.
Sabe-se muito pouco sobre Quadrado até o seu consulado em 118. Porém, o fato de ele ser próximo da família imperial indica que ele era membro do círculo mais próximo do imperador Adriano. Assim que deixou o consulado, Quadrado foi nomeado governador da Mésia Inferior e lá permaneceu até 122. Depois, ele aparece como procônsul da África, o ápice de uma carreira senatorial bem sucedida (assim como a Ásia). Diversas inscrições na região atestam que Quadrado ajudou muitos dos locais a conseguirem a cidadania romana.
A "História Augusta" menciona Quadrado numa lista de três pessoas — as outras são Lúcio Catílio Severo e Márcio Turbão — tratadas duramente pelo imperador Adriano. Syme admite que é incerto o que eles fizeram (ou acreditava-se que tivessem feito).

## Família
O nome da esposa de Quadrado é desconhecido, mas sabe-se que ele teve pelo menos um filho, Caio Umídio Quadrado Aniano Vero, cônsul sufecto provavelmente em 146, que se casou com Ânia Cornifícia Faustina, irmã de Marco Aurélio. Os dois, por sua vez, tiveram um filho, Marco Umídio Quadrado Aniano, cônsul em 167.